# Бойл-ап
Бойл-ап (англ. boil up) — традиционная еда новозеландских маори.
Бойл-ап представляет собой бульон или суп, приготовленный из мяса и костей (например, свинины), с зеленью, такой как осот, кресс-салат или капуста, и батата или картофеля, сваренных вместе, также с дамплингами из муки, известными как «Doughboys» .

## Происхождение
В полинезийской кухне пищу варили в деревянных мисках, в которые бросали раскаленный камень. Этого было достаточно для нагрева жидкостей и пасты, но недостаточно для приготовления растения таро или свинины. Эти продукты обычно запекали в земляной печи. Предки маори принесли эти традиции в Новую Зеландию, готовя пудинги из тёртого батата (называемого roroi) или пюре из цветков лианы kiekie и прицветника в больших деревянных мисках.
Когда европейские эмигранты прибыли из Европы, они привезли с собой новые продукты и железные горшки для приготовления пищи. Свиньи и картофель из Европы были быстро переняты маори. Поскольку в жилищах поселенцев не было встроенных угольных плит и британских печей эпохи Регентства, большая часть приготовления пищи производилась на очаге, в чугунном трехножном котле или походной печи. Походные печи импортировались сотнями с 1850-х годов и были популярны среди маори: их можно было перевозить на каноэ или нести, они могли стоять на тлеющих углях или подвешиваться на цепи. В походных печах готовили пудинги из муки с сахаром, выпекали традиционный хлеб rēwena, их использовали для первых бойл-ап из свинины и картофеля.